# Medinilla hexamera
Medinilla hexamera är en tvåhjärtbladig växtart som beskrevs av Baker f.. Medinilla hexamera ingår i släktet Medinilla och familjen Melastomataceae. Inga underarter finns listade i Catalogue of Life.